# قرار مجلس الأمن التابع للأمم المتحدة رقم 1386
قرار مجلس الأمن التابع للأمم المتحدة رقم 1386، المتخذ بالإجماع في 20 كانون الأول / ديسمبر 2001، بعد إعادة تأكيد جميع القرارات المتعلقة بالحالة في أفغانستان، ولا سيما القرارين 1378 (2001) و1383 (2001)، أذن المجلس بإنشاء قوات المساعدة الدولية لإرساء الأمن في أفغانستان لمساعدة السلطة الأفغانية المؤقتة في الحفاظ على الأمن في كابول والمناطق المحيطة بها. كان هذا هو القرار الأخير لمجلس الأمن المعتمد في عام 2001.

## القرار

### أعمال
بموجب الفصل السابع من ميثاق الأمم المتحدة، تم إنشاء القوة الدولية للمساعدة الأمنية لفترة أولية مدتها ستة أشهر لمساعدة السلطة الأفغانية المؤقتة في مجال الأمن. وطُلب من الدول الأعضاء تقديم مساهمات من أفراد ومعدات القوة الدولية، كما أُذن للدول المشاركة في القوة باتخاذ جميع التدابير من أجل الوفاء بولايتها. على جميع الأفغان التعاون مع القوة الدولية والمنظمات الحكومية وغير الحكومية الدولية.
وأشار القرار إلى التزام الأطراف الأفغانية بسحب العسكريين من كابول. وشجع الدول المجاورة على مساعدة القوة الدولية للمساعدة الأمنية من خلال توفير عمليات التحليق والعبور، وشدد على أن الدول المشاركة ستتحمل نفقات عملية القوة مع المساهمات المقدمة إلى صندوق استئماني طوعي أنشأه الأمين العام كوفي عنان. علاوة على ذلك، طلب المجلس من قيادة القوة الدولية للمساعدة الأمنية تقديم تقارير دورية عن تنفيذ ولايتها، كما طلب من الدول المشاركة في القوة توفير التدريب لقوات الأمن الأفغانية الجديدة.

## روابط خارجية
- نص القرار في undocs.org